# Toman (film)
Toman je filmové drama režiséra a producenta Ondřeje Trojana z roku 2018. Jde o Trojanův čtvrtý celovečerní film. Odehrává se v letech 1945–1948 a pojednává o tehdejším šéfovi československé zahraniční rozvědky Zdeňku Tomanovi a jeho vlivu na komunistický puč.

## Výroba
Předtáčka proběhla na podzim 2016, hlavní natáčení od jara do podzimu 2017, Film měl premiéru 4. října 2018.

## Synopse
Neuvěřitelný a pravdivý příběh rozporuplné osoby Zdeňka Tomana, šéfa naší zahraniční rozvědky, který významně ovlivnil vývoj v poválečném Československu, bezskrupulózního obchodníka s obrovskou mocí a zásadním úkolem. Sehnat peníze, které komunistům vyhrají volby. A Toman peníze sehnat uměl. Pro sebe, pro rodinu i pro stranu. Šmelina, vydírání, kasírování válečných zločinců i jejich obětí. Neštítil se ničeho. Cena, kterou za svou kariéru zaplatil on i jeho blízcí, byla pak vysoká.
Film odkrývá období tzv. třetí republiky, temné roky 1945–1948, a příběh člověka, o kterém se nikdy nemluvilo.

## Obsazení
| Jiří Macháček      | Zdeněk Toman                                                         |
| Kateřina Winterová | Pesla Tomanová                                                       |
| Táňa Pauhofová     | Aurelia Tomanová                                                     |
| Aleš Procházka     | Klement Gottwald, 1946–1948 předseda vlády                           |
| Stanislav Majer    | Rudolf Slánský, generální tajemník ÚV KSČ                            |
| Jaromír Dulava     | Václav Nosek, ministr vnitra                                         |
| Lukáš Latinák      | Vlado Clementis, náměstek ministra zahraničí 1945–1948               |
| Roman Luknár       | Jan Masaryk, ministr zahraničí 1940–1948                             |
| Jaroslav Kubera    | Edvard Beneš, prezident republiky 1945–1948                          |
| Marek Taclík       | Bedřich Reicin, šéf Hlavní správy obranného zpravodajství (HS OBZ)   |
| Radek Holub        | Karel Šváb, představitel StB                                         |
| Marian Mitaš       | Karel Vaš, agent NKVD, důstojník vojenské zpravodajské služby OBZ    |
| Miroslav Táborský  | Jindřich Veselý, po 1948 šéf StB                                     |
| Václav Neužil      | Bedřich Pokorný, důstojník československé tajné služby               |
| Petr Vaněk         | Gaynor Jacobson, americký jednatel organizace pro židovské uprchlíky |
| Kristýna Boková    | Milada Třískalová                                                    |
| Jaroslav Plesl     | Imrich Rosenberg                                                     |
| Lukáš Melník       | František Kuracina                                                   |
| Martin Finger      | Adolf Püchler                                                        |
| Matěj Ruppert      | Marian Kargul, nacistický válečný zločinec                           |

## Recenze
- František Fuka, FFFilm
- Mr. Hlad, MovieZone.cz
- Jana Kuželová, JSEM ŽENA
- Mirka Spáčilová, iDNES.cz